# Filzige Apfelbeere
Die Filzige Apfelbeere (Aronia arbutifolia), auch Rote Apfelbeere genannt, ist eine Pflanzenart innerhalb der Familie der Rosengewächse (Rosaceae). Sie wird auch manchmal Zwergvogelbeere genannt, obwohl sie nicht zur Gattung Sorbus gehört. Sie stammt aus dem östlichen Nordamerika.

## Beschreibung und Ökologie
Die Filzige Apfelbeere ist ein Strauch, der Wuchshöhen von 1 bis 2, selten bis 3 Metern erreicht. Seine aufrechten Äste und erreichen eine Wuchshöhe von bis zu 2 Metern.
Die schmalen Laubblätter sind bei einer Länge von 2 bis 8 Zentimetern oval, elliptisch oder verkehrt-eiförmig und zart gesägt. Die Blattunterseite ist filzig behaart und die Blattoberseite ist glänzend. Ihre Herbstfärbung ist hellrot.
Die Blütezeit reicht von Mai bis Juni. 10 bis zu 20 Blüten stehen in einem schirmrispigen Blütenstand zusammen. Die Blütenstiele und Kelchblätter sind filzig behaart. Die zwittrigen Blüten sind fünfzählig mit doppelter Blütenhülle und weisen einen Durchmesser von ungefähr 1 Zentimeter auf. Die fünf freien Kronblätter sind weiß, selten hellrosafarben. Die Staubbeutel sind rot. Die Bestäubung erfolgt durch Insekten.
Die hellroten, beerenartigen Apfelfrüchte weisen einen Durchmesser von bis zu 7 Millimetern auf. Die Früchte sind essbar, aber nur wenig schmackhaft. Die Samen reifen von Oktober bis Dezember.

## Standort als Zierpflanze
Die Filzige Apfelbeere ist anspruchslos und frosthart.

## Quelle
- Botanica, Bäume und Sträucher, Über 2000 Pflanzenporträts, 2006, ISBN 978-3-8331-4467-7, Seite 105, als Zwergvogelbeere (Aronia arbutifolia)
- Mayer, Schwegler: Welcher Baum ist das?, Bäume, Sträucher, Ziergehölze, 2008, ISBN 978-3-440-11273-1, Seite 166, als Filzige Apfelbeere (Aronia arbutifolia)